# N 22 (Ukraine)
Die N 22 (kyrillisch Н 22) ist eine ukrainische Fernstraße „nationaler Bedeutung“. 
Sie führt von Ustyluh an der Polnischen Grenze über Wolodymyr und Luzk nach Riwne.  Zwischen Luzk und Riwne ist sie teilweise vierspurig ausgebaut.

## Geschichte
Die befestigte Straße zwischen Luzk und Riwne und die damals unbefestigte Straße zwischen Luzk und Ustyluh gehörten zwischen 1921 und 1939 zum Territorium der Zweiten Polnischen Republik und wurden durch das polnische Straßengesetz vom 23. Juni 1921 zu Staatsstraßen (droga państwowa) erklärt.